# Blaise (Eure)
Die Blaise ist ein Fluss in Frankreich, der im Département Eure-et-Loir in der Region Centre-Val de Loire verläuft. Sie entspringt im Regionalen Naturpark Perche, im Gemeindegebiet von Senonches, entwässert generell Richtung Nordost und mündet nach rund 49 Kilometern unterhalb von Dreux als linker Nebenfluss in die Eure.

## Orte am Fluss
- La Framboisière
- Maillebois
- Saulnières
- Crécy-Couvé
- Aunay-sous-Crécy
- Tréon
- Garnay
- Vernouillet
- Dreux